# Gare de Deming
La gare de Deming est une gare ferroviaire aux États-Unis située à Deming dans l'État du Nouveau-Mexique.

## Histoire
La gare est mise en service en 1881.

## Service des voyageurs

### Desserte
Les liaisons longue-distance qui desservent la gare sont :
- le Sunset Limited: Los Angeles - La Nouvelle-Orléans
- le Texas Eagle: Los Angeles - Chicago

Les deux trains sont combinés entre Los Angeles et San Antonio. Il y a deux services dans chaque sens par semaine.